# Lakota (Costa d'Avorio)
Lakota è una città, sottoprefettura e comune della Costa d'Avorio, situata nella regione di Lôh-Djiboua. È capoluogo dell'omonimo dipartimento e conta una popolazione di 77 223 abitanti (censimento 2014).